# Тульский молочный комбинат
Тульский молочный комбинат — изготовитель молочных продуктов в Туле на улице Некрасова, 7.

## О компании
Тульский молочный комбинат был открыт в 1943 году на улице Революции. Изначально на заводе преобладал ручной труд, и выпускался небольшой ассортимент продуктов питания.
В 1960 году Тульский молочный комбинат переехал на улицу Некрасова. Производственная мощность завода была увеличена до 60 тонн переработки свежего молока в смену. Ассортимент продуктов питания был значительно расширен.
С 1982 по 1984 год проводилась модернизация Тульского молочного комбината: были построены складские помещения и производственный корпус. В цехах завода располагалось самое прогрессивное оборудование, которое позже было установлено в цехе по производству сухого молока.
В 1991 году в Тульском молочном комбинате был запущен цех по производству детского питания. В то же время было переработано 114 тыс. тонн молока и молочных продуктов.
В 1992 году Тульский молочный комбинат был преобразован в открытое акционерное общество.
В 1996 году выработка Тульского молочного комбината была снижена до 26 тыс. молока в год, поскольку предприятие было не готово к рыночным условиям 1990-х годов. Продукция завода не была востребована, а на полках располагались продукты других производителей.
В 1997 году руководство Тульского молочного комбината было сменено. В то же время были приложены усилия по привлечению поставщиков молока. Ежегодно увеличивались объёмы продукции, а также принимались меры по освоению новых технологий и замене оборудования. Предприятие начало выпускать пастеризованное молоко со сроками хранения 5 суток.
В 2006 году совет директоров Тульского молочного комбината принял решение о коренной модернизации приёмного и аппаратного участков. Кроме замены оборудования и усовершенствования технологических решений, также производился ремонт напольных покрытий. Стены облицовывались плиткой на высоком уровне.
К 2008 году насчитывалось 60 наименований ассортимента Тульского молочного комбината.

## Бренды
Работы по подбору брендов Тульского молочного комбината начали проводиться в 1997 году. Первый успешный бренд, завоевавший в Тульской области доверие и уважение покупателей — «Бежин Луг» (назван в честь одноимённой деревни в Тульской области и одноимённого рассказа Ивана Сергеевича Тургенева из цикла «Записки охотника»). В последующие годы были основаны другие бренды: «Деревенская сказка», «Приволье», «Вита Милка», «Бонфрэ», «Тульская» и «Endorf».

### Бежин Луг
«Бежин Луг» — бренд Тульского молочного комбината, основанный в 1997 году. Под брендом выпускаются такие продукты, как молоко, кефир, сметана, сливочное масло, творог, питьевые йогурты, ряженка, снежок, питьевой творог (с 2020 года), плавленые сыры, полутвёрдые сыры (с 2017 года) и творожные сыры (с 2020 года). В 2012 и 2020 годах проводился редизайн бренда.

### Деревенская сказка
«Деревенская сказка» — бренд Тульского молочного комбината, основанный в 2004 году. Первый продукт под брендом «Деревенская сказка» — рассыпчатый творог.

### Приволье
«Приволье» — бренд Тульского молочного комбината, основанный в 2006 году. Под брендом выпускаются йогурты, йогурты с соками и напитки на основе сыворотки.

### Вита Милка
«Вита Милка» — бренд Тульского молочного комбината, основанный в 2013 году. Под брендом выпускается питьевой творог для детей от 3 лет.

### Бонфрэ
«Бонфрэ» (Bonfrais) — бренд Тульского молочного комбината, основанный в 2015 году. Под брендом выпускаются творожные сыры и термостатные йогурты.